# Post Galerie

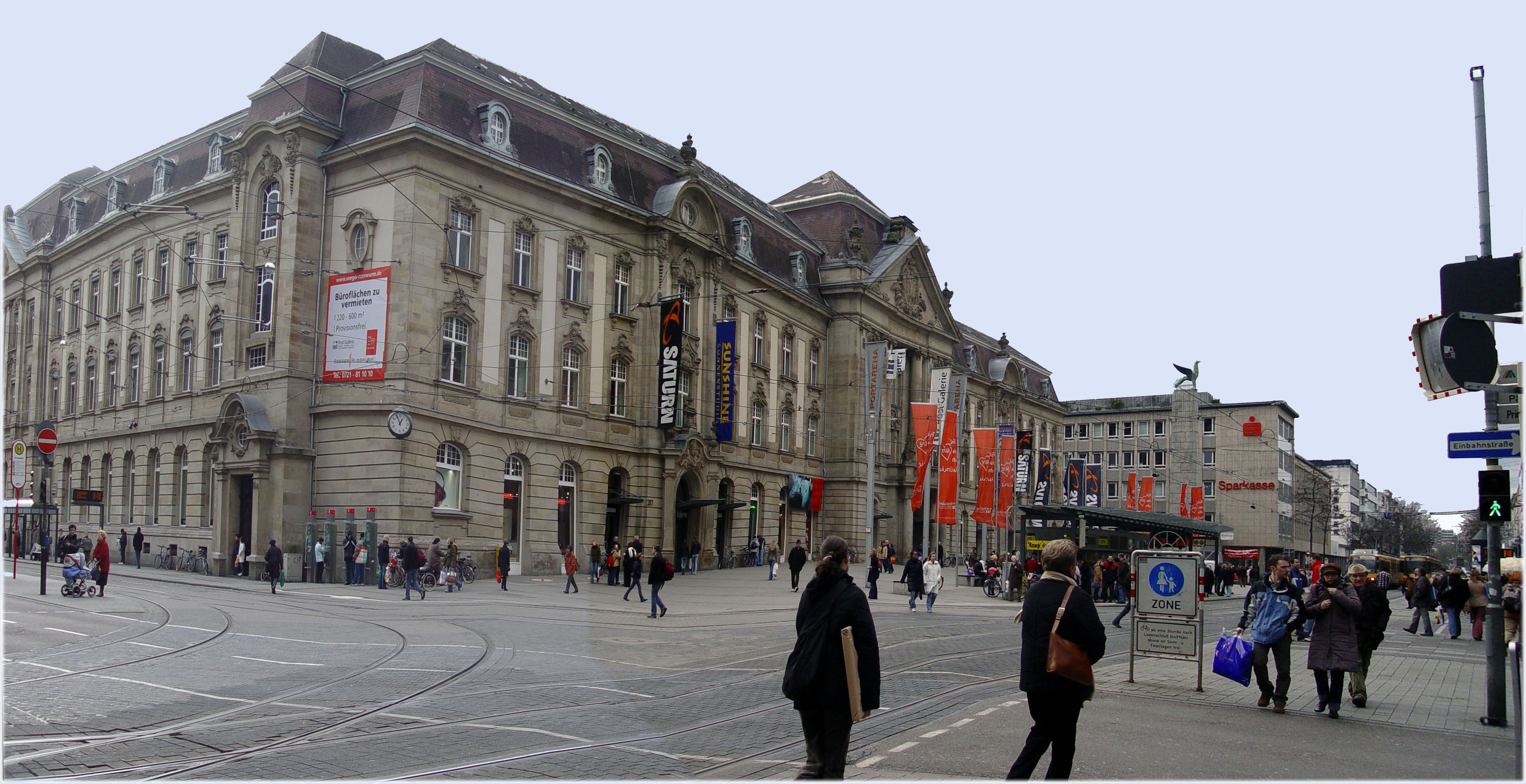
De Post Galerie vanaf de Europaplatz in 2005

De Post Galerie in het centrum van Karlsruhe is een winkelcentrum. Het is gevestigd in het voormalige hoofdpostkantoor tussen de Europaplatz en de Stephanplatz en werd in 2001 geopend als winkelcentrum.

## Geschiedenis
Het imponerende zandstenen gebouw is in neobarokke stijl ontworpen door de Berlijnse architect Wilhelm Walter. In oktober 1900 werd het geopend als Reichspost-Telegrafen-gebouw. In 1918 werd het aan de zuidkant uitgebreid met een vleugel in neoklassieke stijl en heeft sindsdien een vloeroppervlakte van ongeveer 100 × 100 m.
Na de Tweede Wereldoorlog werden overheidsdiensten in het lichtbeschadigde gebouw gehuisvest. Zo was het tot 1949 de residentie  van Heinrich Köhler .
Daarna werd het hoofdpostkantoor van Karlsruhe erin gehuisvest. Met de privatisering van Deutsche Bundespost in 1995 werd de gehele kantorennetwerk geleidelijk afgebouwd en werd de lucratieve locatie in de binnenstad opgegeven. Eind jaren negentig gaf Deutsche Post AG het Düsseldorfse kantoor van het internationale architectenbureau Chapman Taylor Brune opdracht om het monumentale pand om te bouwen tot een modern winkelcentrum.

## Post Galerie
Na een verbouwing van ongeveer twee jaar werd het gebouw op 21 september 2001 als winkelcentrum onder de naam Post Galerie . De opgegeven bouwkosten bedroegen 51 miljoen euro.
De 29.000 m² verkoopvloeroppervlakte met detailhandel en horeca is verdeeld over drie verdiepingen (begane grond, souterrain en eerste verdieping). De verdiepingen zijn vanuit het 22m hoge atrium met trappen en twee gazen liften te bereiken. De winkels, kantoren en praktijkruimten op de tweede en derde verdieping zijn niet via het winkelcentrum bereikbaar.
In de Post Galerie zijn ongeveer 50 winkels uit verschillende branches vertegenwoordigd ( mode, accessoires, food, gastronomie, tijdschriften, concerttickets, etc.). De grootste huurders zijn Decathlon, Primark en TK Maxx. De Deutsche Post neemt ongeveer 900 m² in met balies voor brief- en pakketpost (Gelbe Post), de Postbank en een postkantoor.
In 2011 en 2012 vonden uitgebreide renovatiewerkzaamheden plaats nadat de ankerhuurder Saturn was verhuisd naar een naburig warenhuis.
De ondergrondse parkeergarage onder de naastgelegen Stephanplatz heeft 330 parkeerplaatsen.
De eigenaar van de Post Galerie is Balsa Grundstücksverwaltungs S.a.r.l. und Co Vermietungs KG. Het centrum wordt beheerd door CEMAGG GmbH uit Karlsruhe.  (voorheen Sonae Sierra Germany GmbH, Düsseldorf).
Als onderdeel van het Stadtbahntunnel-project krijgt de Post Galerie een ondergrondse toegang aan de halte Europaplatz / Post Galerie.
In 2015 is de Post Galerie met één verdieping uitgebreid. De oppervlakte werd vergroot met 1.300 m² winkelruimte en een 3.000 m² groot fitnesscentrum.

## Afbeeldingen

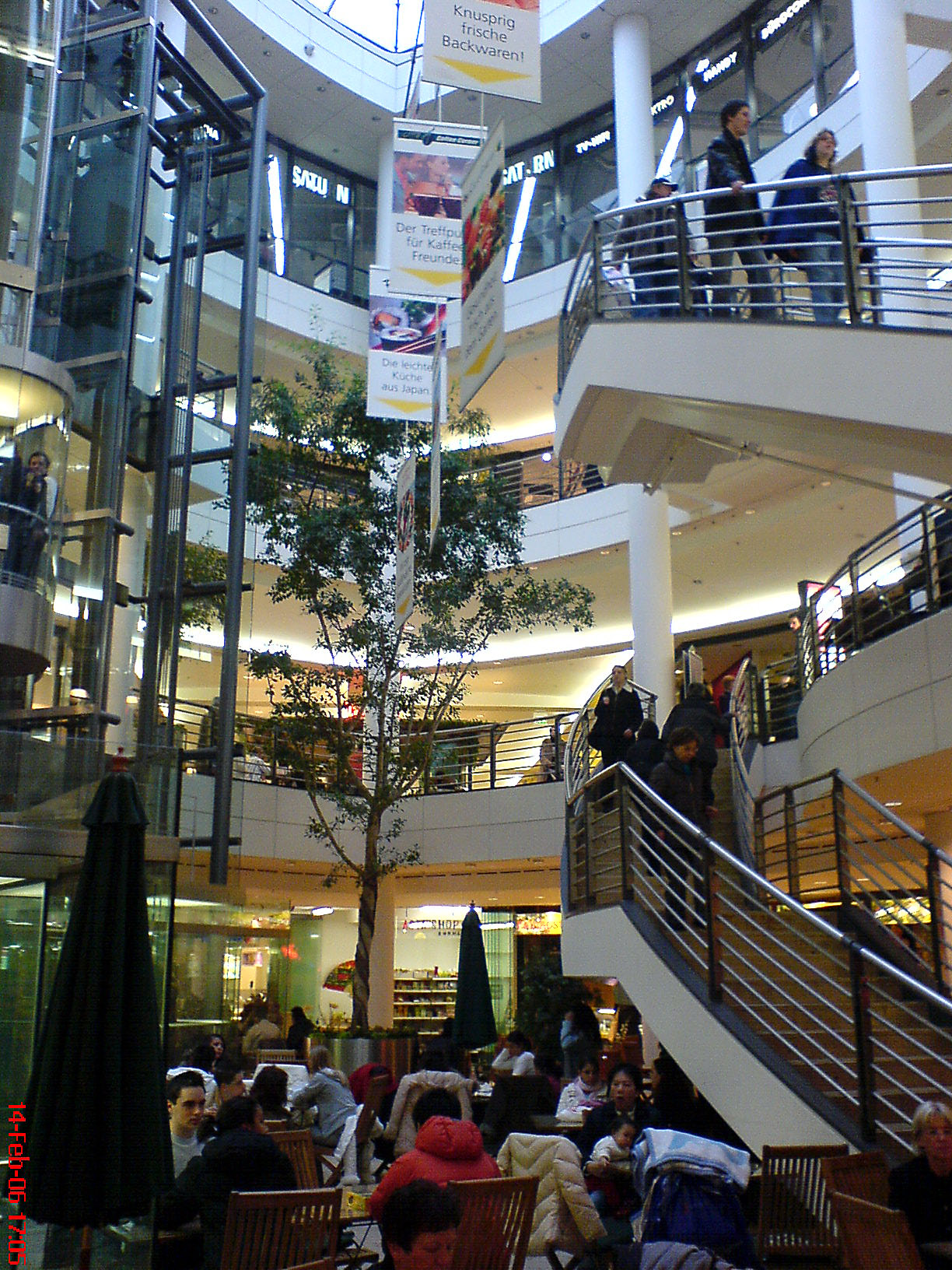
Galerij atrium
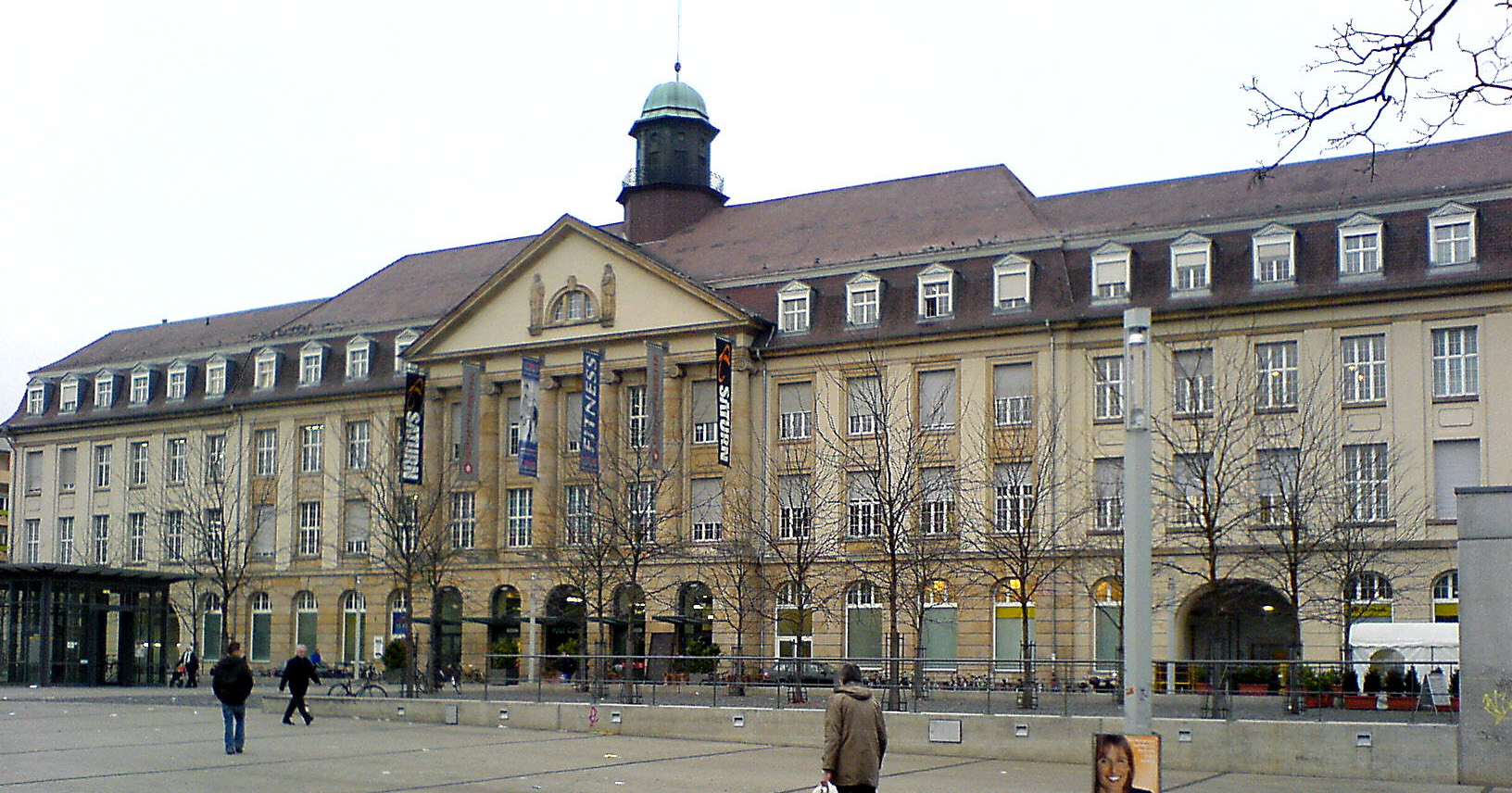
Vanaf de Stephanplatz
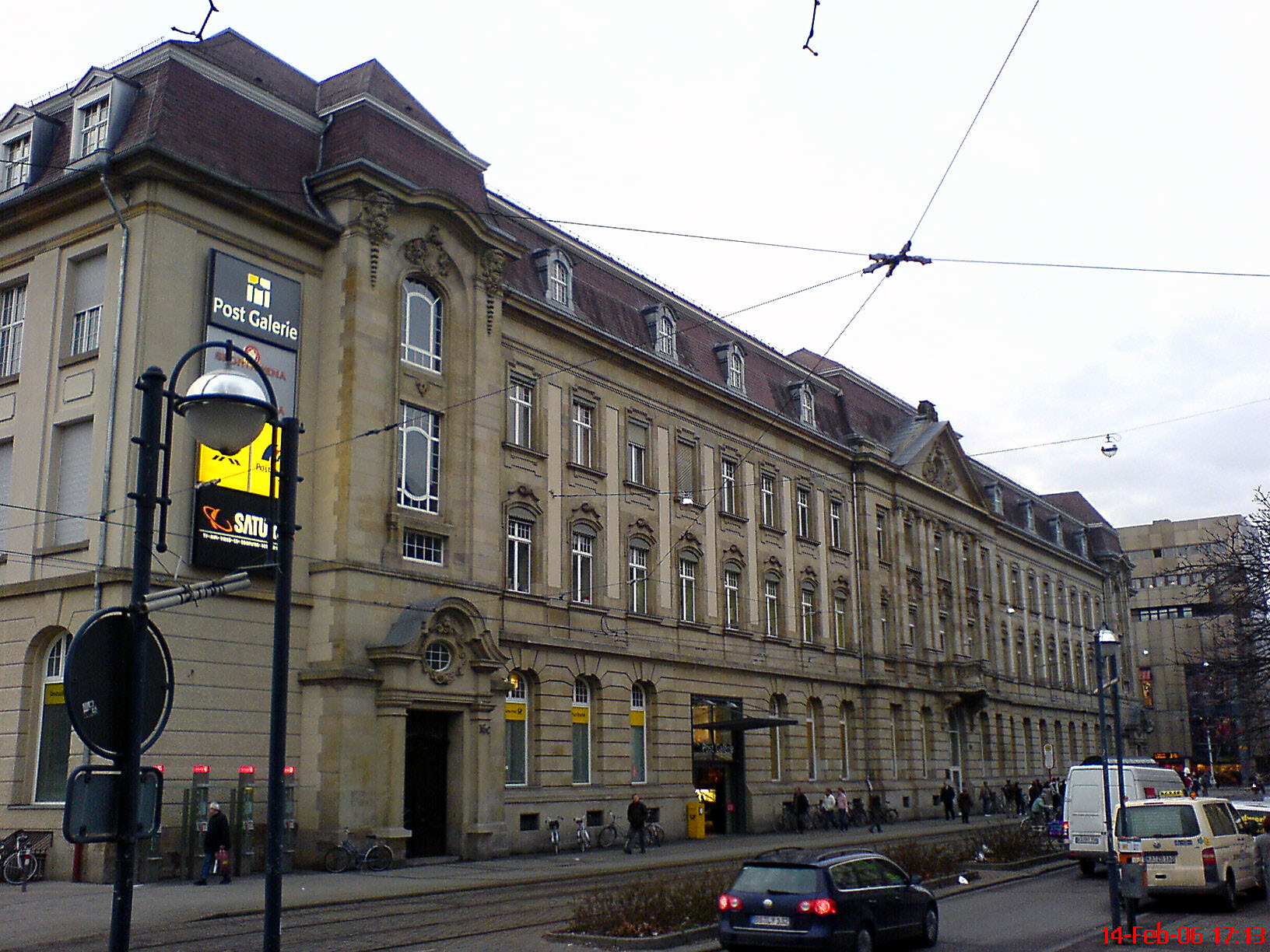
Vanaf de  Karlstrasse
Gevel aan de Europaplatz met Leibgrenadier monument
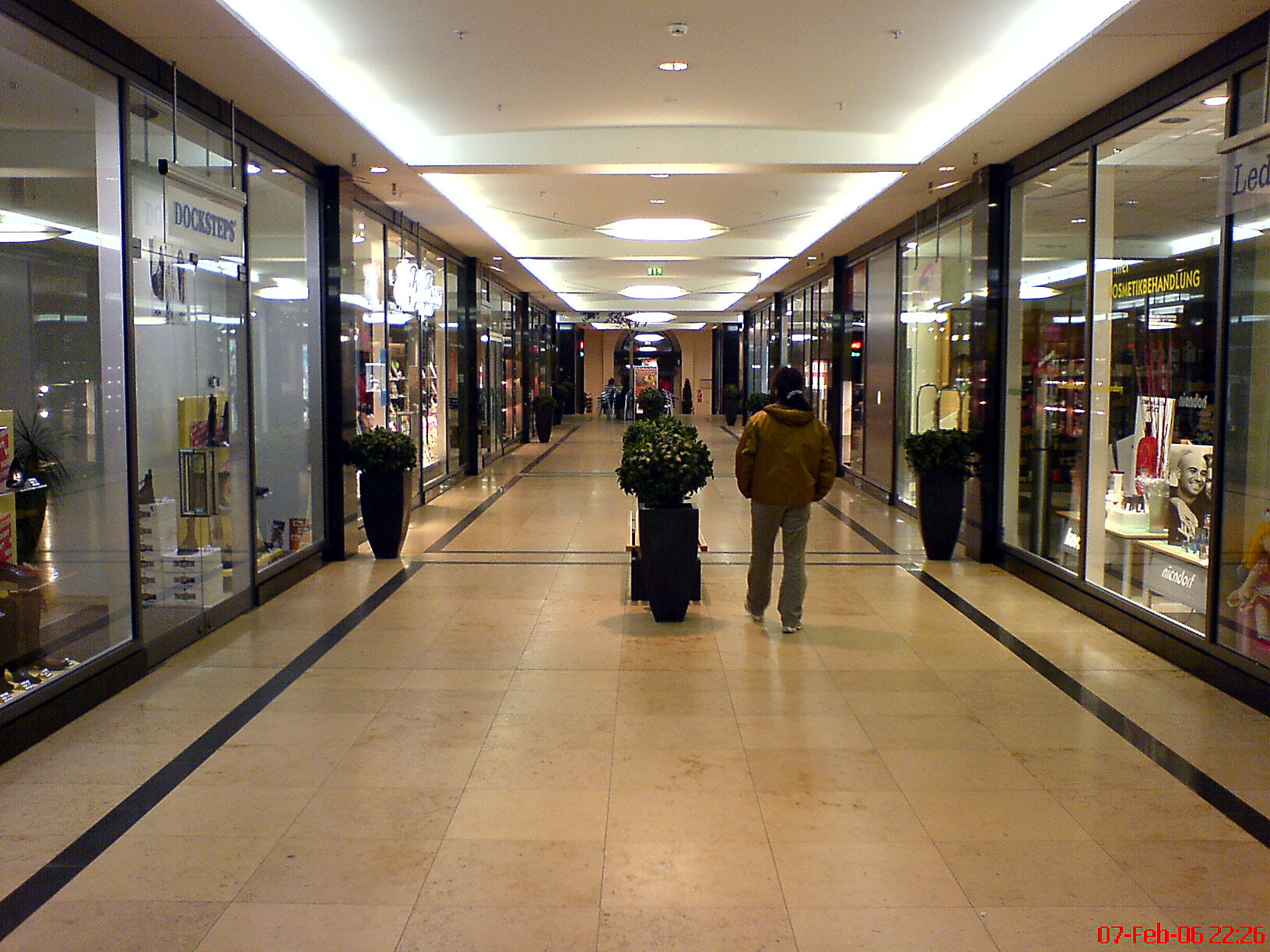
Winkelpassage op de begane grond
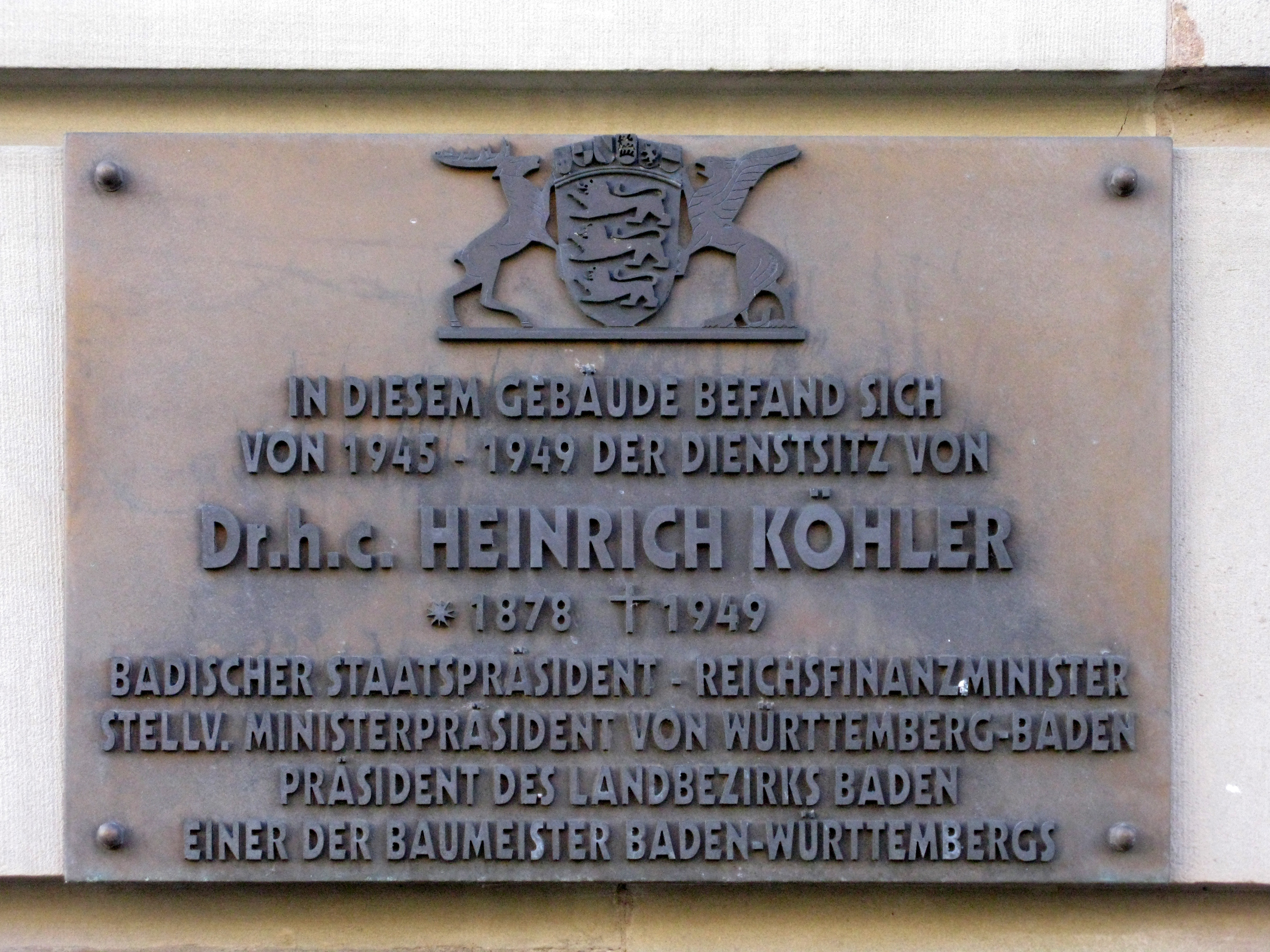
Gedenkplaat voor Heinrich Köhler